# Barcombe
Barcombe är en civil parish i Storbritannien.   Den ligger i grevskapet East Sussex och riksdelen England, i den södra delen av landet, 60 km söder om huvudstaden London. Arean är 17,8 kvadratkilometer.
Terrängen i Barcombe är platt.